# Dhinawda Dhigdhigley
Dhinawda Dhigdhigley (ook: Dhinowda Dhigdhigley, Dinawdadigdigley, Dinawdádigdígley, Denouda Digdiglei, Dinòuda Digdiglei, El Dinouda Digdighei) is een dorp in het district Jariiban, in het noorden van de regio Mudug, in Somalië.
 Dhinawda Dhigdhigley ligt in het deel van Somalië dat behoort tot de zelfverklaarde autonome 'staat' Puntland. Binnen de regio's en districten die Puntland zelf heeft afgekondigd, ligt Dhinawda Dhigdhigley in de regio Nugaal, district Godob Jiraan.
Dhinawda Dhigdhigley ligt eenzaam aan de kust van de Indische Oceaan, hemelsbreed 84 km ten oosten van Jariiban. Het dorp is niet via wegen verbonden met het achterland of met andere kustplaatsen, slechts een smal paadje leidt het vrijwel onbewoonde binnenland in; een droge steppe met spaarzame en verspreide vegetatie. Aldaar is Godob Jiraan het dichtstbij gelegen dorp, 28 km landinwaarts. Dhinawda Dhigdhigley lijkt vrijwel uitsluitend uit niet-permanente bebouwing te bestaan, zoals seizoensgebonden vissershutjes. Langs het strand liggen kleine bootjes. 
Klimaat: Dhinawda Dhigdhigley heeft een tropisch savanneklimaat met een gemiddelde jaartemperatuur van 27°C. De warmste maand is mei, met een gemiddelde temperatuur van 28,9°C; januari is het koelste, gemiddeld 24,5°C. De jaarlijkse regenval bedraagt 158 mm (ter vergelijking, in Nederland ca. 800 mm). Er zijn twee uitgesproken regenseizoenen, in april-mei en oktober-november. Mei is de natste maand met ca. 56 mm neerslag. Van december t/m maart valt er weinig neerslag, en in de vier maanden juni t/m september is het vrijwel geheel droog.